# ريكاردو كاتزا
ريكاردو كاتزا (بالإنجليزية: Ricardo Katza)‏ (12 مارس 1978 كيب تاون جنوب أفريقيا - ) هو لاعب كرة قدم جنوب أفريقي.

## روابط خارجية
- ريكاردو كاتزا على موقع قاعدة بيانات كرة القدم.إي يو (الإنجليزية)
- ريكاردو كاتزا على موقع ناشيونال فوتبول تيمز (الإنجليزية)